# 法務省 (シンガポール)
法務省（英語：Ministry of Law, MinLaw）はシンガポールの省庁のひとつ。法務行政を担当する。

## 法務省の管轄する法定機関
- Intellectual Property Office of Singapore
- Singapore Academy of Law (SAL)
- Singapore Land Authority (SLA)